# Casa de Joaquín Burillo
La Casa de Joaquín Burillo es un edificio art déco, con elementos regionalistas del Ensanche Modernista de la ciudad española de Melilla. Está situado en la calle Lópe de Vega, y forma parte del Conjunto Histórico Artístico de la Ciudad de Melilla, un Bien de Interés Cultural.

## Historia
Construido en 1928, el 1 de abril de 1930 era habitable, según un proyecto de González Edo y dirección facultativa Mauricio Jalvo Millán para el contratista Joaquín Burillo, que lo vende el 31 de octubre de 1929 a Isaac Carciente Levy.

## Descripción
Consta de planta baja y tres plantas sobre ella y está construido en ladrillo macizo.
La baja esta estructurada con cinco vanos rectangulares, el central el de acceso al portal, sobre el que se sitúa un balcón flanqueado por miradores, compuestos de columnas toscanas y tres ventanas, composición que se repite en la primera planta mientras en la segunda aparecen galerías con columnas semejantes y tres ventanas en el centro y los laterales, estas terminadas en cornisas, no habiéndose construido las torretas de los laterales.